# Tamara (keresztnév)
A Tamara oroszból átvett női név, ami a bibliai Támár nevéből származik, melynek eredeti jelentése: datolyapálma.

## Rokon nevek
- Támár:[1] a Tamara eredeti alakja, héber eredetű név, jelentése (datolya)pálma.[2]

## Gyakorisága
Az 1990-es években a Tamara szórványos név volt, a Támárt nem lehetett anyakönyvezni, a 2000-es években a Tamara az 57-64. leggyakoribb női név, a Támár nem szerepel az első százban.

## Névnapok
Tamara:
- május 6.[2]
- szeptember 1.[2]
- december 29.[2]

Támár:

## Híres Tamarák, Támárok
- I. Tamar grúz királynő
- II. Tamar grúz királynő
- Bencsik Tamara énekesnő
- Csipes Tamara olimpiai, világ- és Európa-bajnok magyar kajakozó
- Tárkányi Tamara táncdalénekesnő
- Téglássy Tamara magyar műkorcsolyázó
- Zsigmond Tamara színésznő
- Tamara Braun(wd) színésznő
- Tamara de Lempicka lengyel festő
- Tamara Taylor színésznő